# Le Pin (Sekwana i Marna)
Pin – miejscowość i gmina we Francji, w regionie Île-de-France, w departamencie Sekwana i Marna.
Według danych na rok 1990 gminę zamieszkiwały 952 osoby, a gęstość zaludnienia wynosiła 142 osób/km² (wśród 1287 gmin regionu Île-de-France Pin plasuje się na 640. miejscu pod względem liczby ludności, natomiast pod względem powierzchni na miejscu 568.).